# Avenida da Boavista
A Avenida da Boavista é um arruamento que atravessa as freguesias de Cedofeita, Massarelos, Lordelo do Ouro, Ramalde, Aldoar e Nevogilde, da cidade do Porto, em Portugal. É a maior avenida da cidade e a segunda maior do país, apenas atrás da Avenida Infante Dom Henrique, em Lisboa, que conta com 12km de extensão.
Tem cerca de cinco mil e quinhentos metros de extensão, prolongando-se em linha recta desde o Hospital Militar do Porto até à Praça de Gonçalves Zarco, conhecida por Castelo do Queijo, designação popular do antigo forte de São Francisco Xavier, junto ao mar.

## Origem do nome
A Avenida da Boavista foi buscar o seu nome à Rua da Boavista que tem o seu início na Praça da República.

## História
Foi aberta em meados do século XIX, mas o último tramo entre a Fonte da Moura e o mar só foi terminado em 1917.
Até meados do século XX a avenida era uma autêntica alameda com duas filas de frondosos plátanos que acabaram por ser sacrificados para facilitar o trânsito automóvel. Alterações recentes e pontualmente polémicas têm conferido um novo visual à avenida, em que resistem alguns exemplares de boa arquitectura, mas de onde desapareceram muitas árvores do separador central.
Nova centralidade económica e cultural da cidade do Porto, ao longo da avenida há de tudo, edifícios de escritórios, hotéis, zonas comerciais, zonas de habitação — muitas delas luxuosas —, passando também por uma zona comercial, onde há das lojas mais conceituadas da cidade e do país.
Sucessivas construções em altura e estabelecimentos comerciais, de certo modo, descaracterizaram o longo e nobre eixo de comunicação, enriquecido, entretanto, pela instalação do Parque da Cidade, uma vastíssima área lúdica e de lazer desportivo.

## Futuro
Em junho de 2017, foi anunciado que a recuperação da Avenida da Boavista entre o Parque da Cidade e a Avenida Antunes Guimarães (na zona da Fonte da Moura), vai custar 4,2 milhões de euros e deve começar em 2018, demorando dois anos. O presidente da autarquia, Rui Moreira, revelou ter tudo pronto para lançar o concurso da obra, que será candidatada a fundos comunitários e permitirá juntar 760 metros aos 2,5 quilómetros recuperados por tramos desde 2005.
O projeto do arquiteto Rui Mealha prevê uma otimização dos semáforos para melhorar a mobilidade, o reperfilamento e repavimentação, o alargamento dos passeios, mais de 200 árvores, mobiliário urbano e um separador central com percurso da água (fruto do desentubamento da ribeira de Aldoar), partilhado por peões e bicicletas.
Vão manter-se 23 árvores, designadamente as "seis magníficas tílias" e alguns plátanos existentes no início nascente do tramo. No total, aquele troço vai ter mais de 200 árvores, sobretudo carvalhos.

## Pontos de interesse
- Estádio do Bessa Século XXI
- Hospital Militar do Porto
- Casa da Música, o seu mais distintivo e mediático atributo arquitectónico, obra do holandês Rem Koolhaas, inaugurada em 2005, no espaço outrora ocupado pela remise dos eléctricos, na Rotunda da Boavista.
- Casa da Viscondessa Santiago Lobão
- Antigo Colégio dos Maristas
- Complexo Residencial da Boavista, de Agostinho Ricca
- Fundação AEP
- Fundação Dr. António Cupertino de Miranda
- Parque da Cidade, uma vasta área lúdica e de lazer desportivo.

## Acessos
- Estação Casa da Música
- Linhas 201, 202, 203, 502, 503 e 504 dos STCP.

## Galeria de fotos

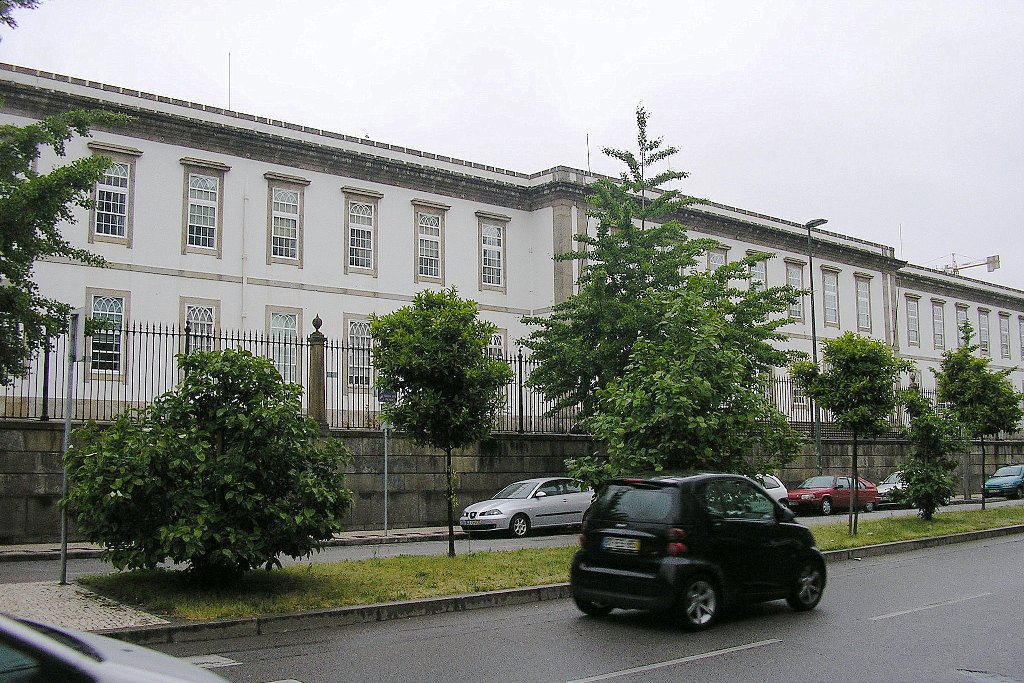
Hospital Militar do Porto
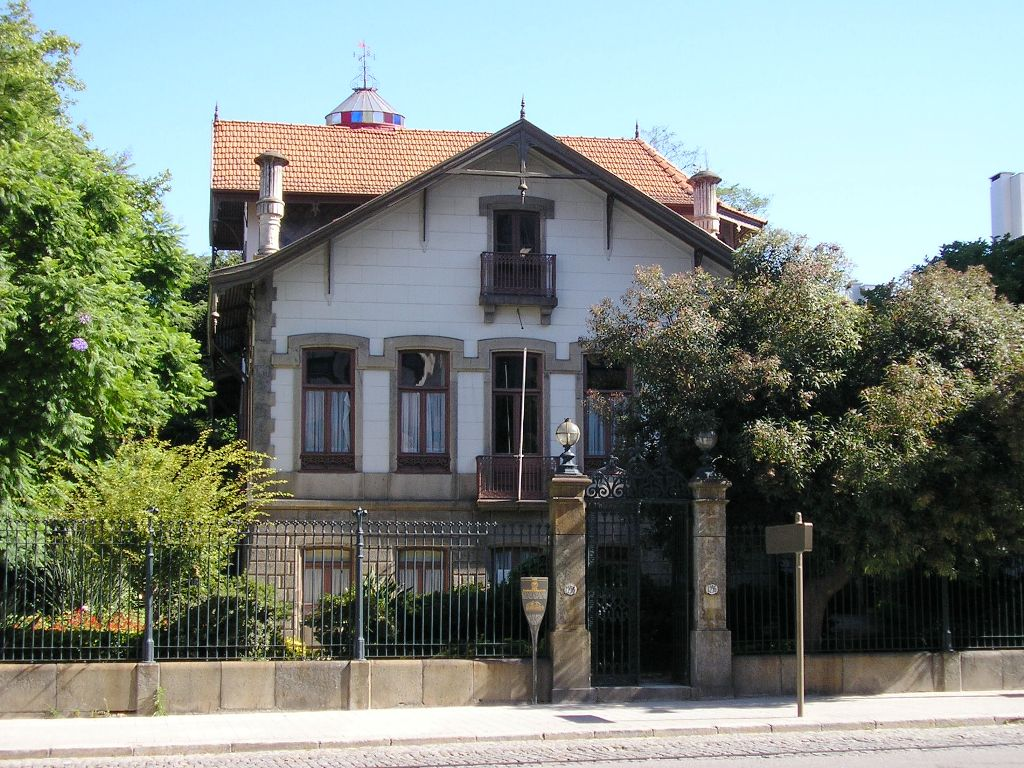
Casa da Viscondessa Santiago Lobão, uma recordação da avenida de outros tempos
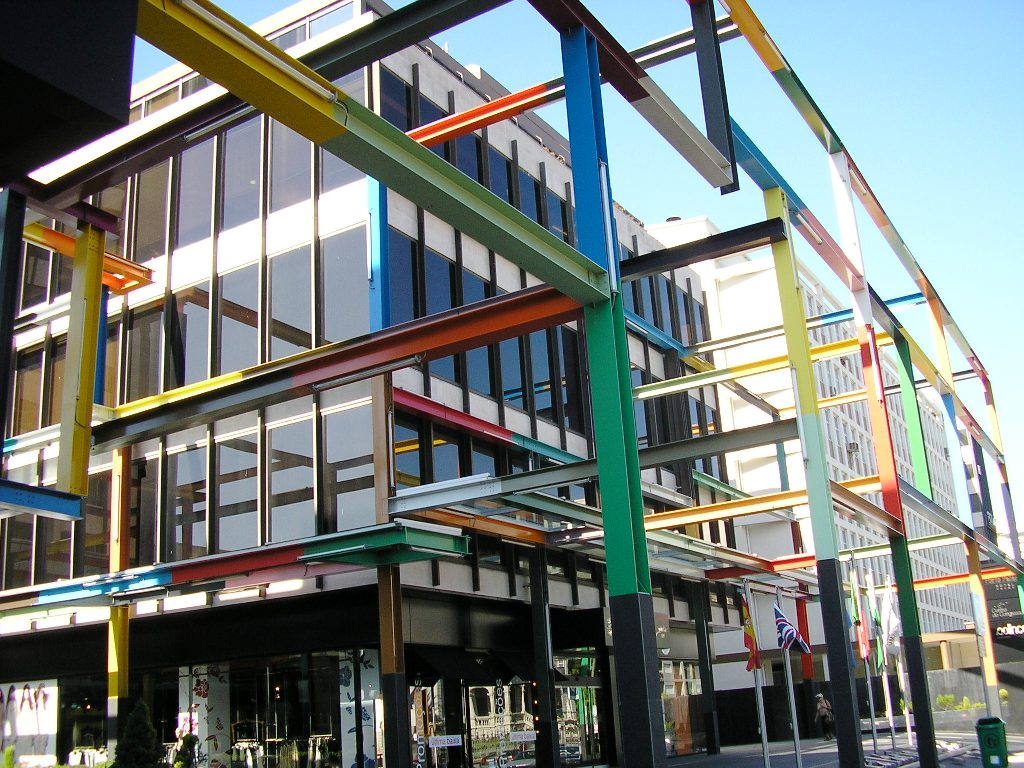
Hotel Porto Palácio
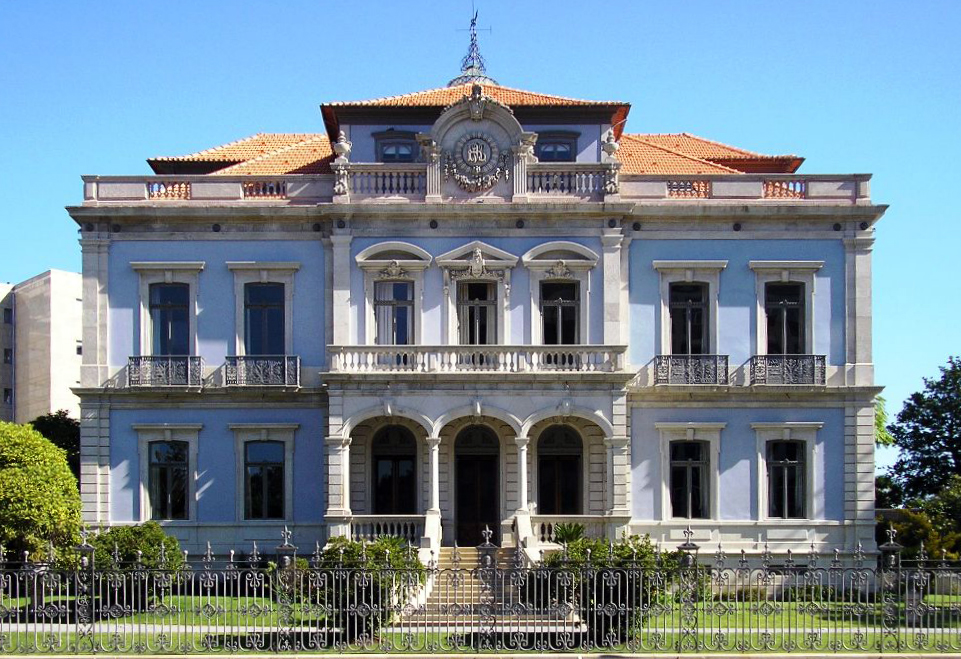
Antigo Colégio dos Maristas
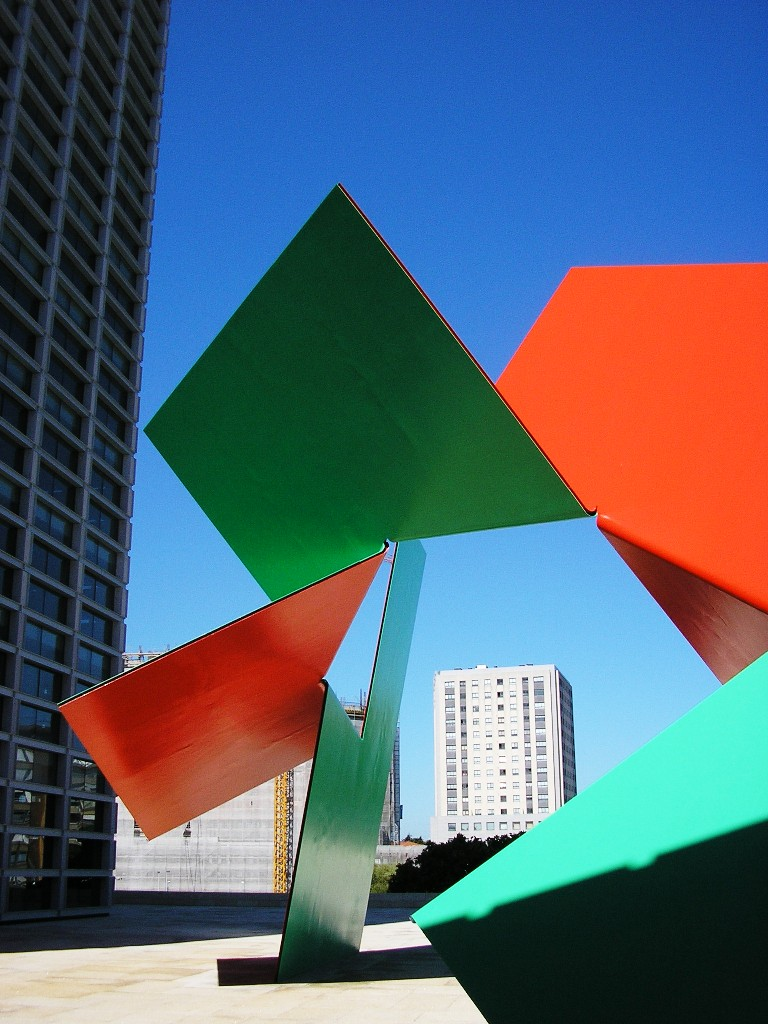
Escultura de Ângelo de Sousa
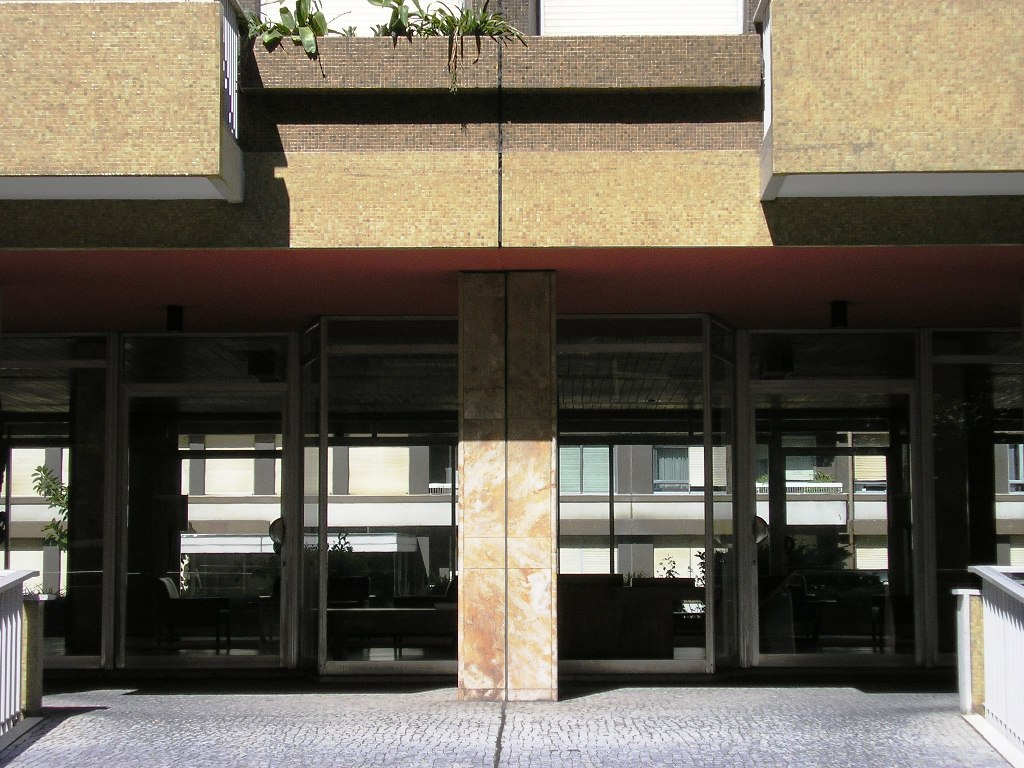
Complexo Residencial da Boavista de Agostinho Ricca
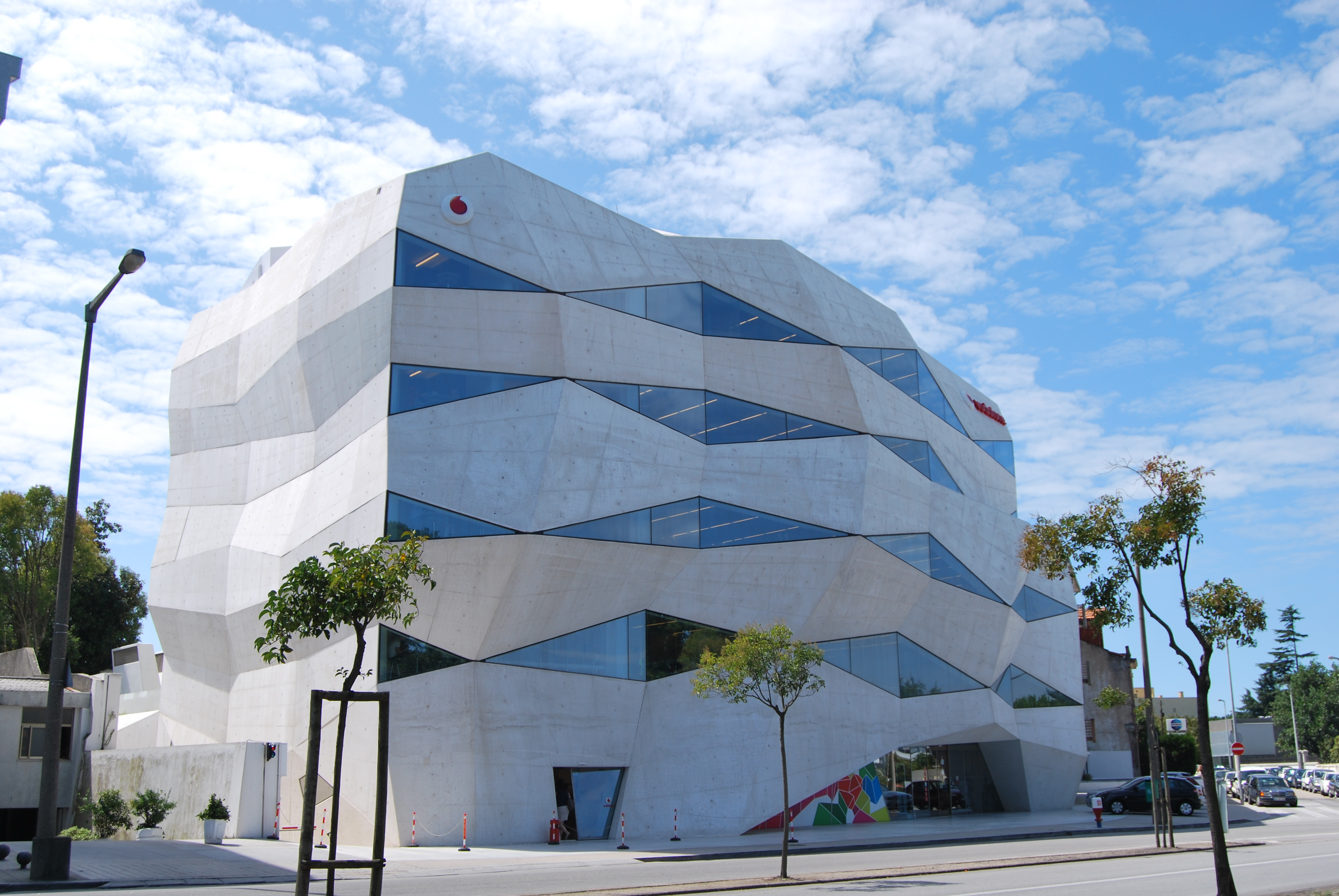
Edificio Vodafone
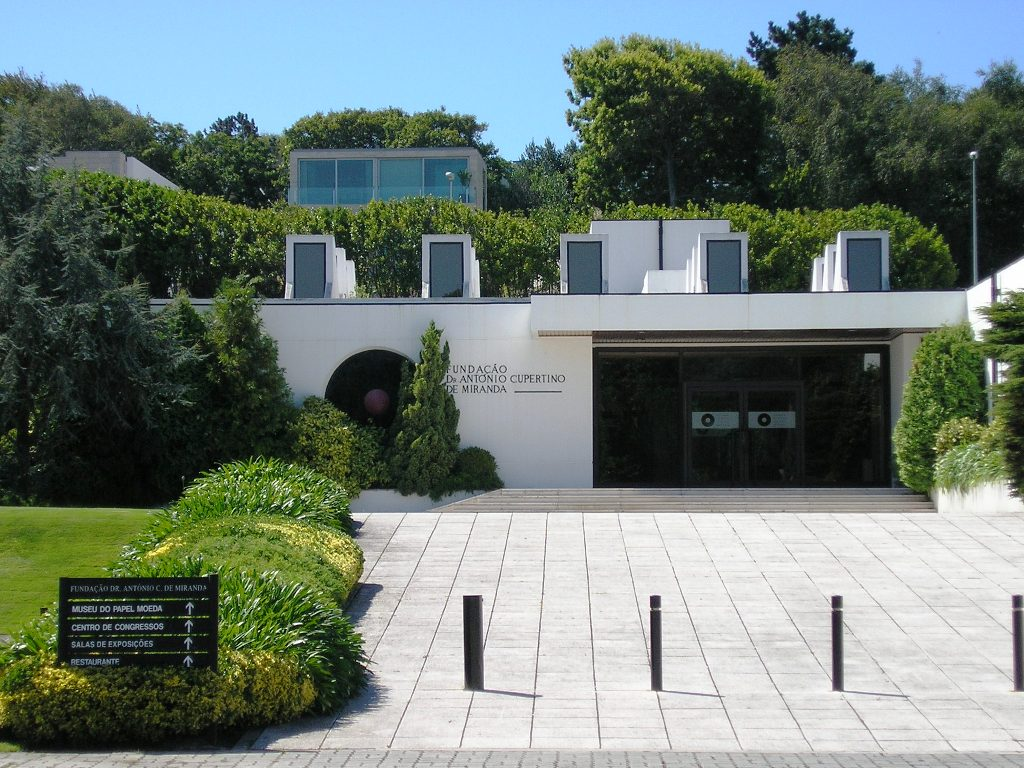
Fundação Cupertino de Miranda
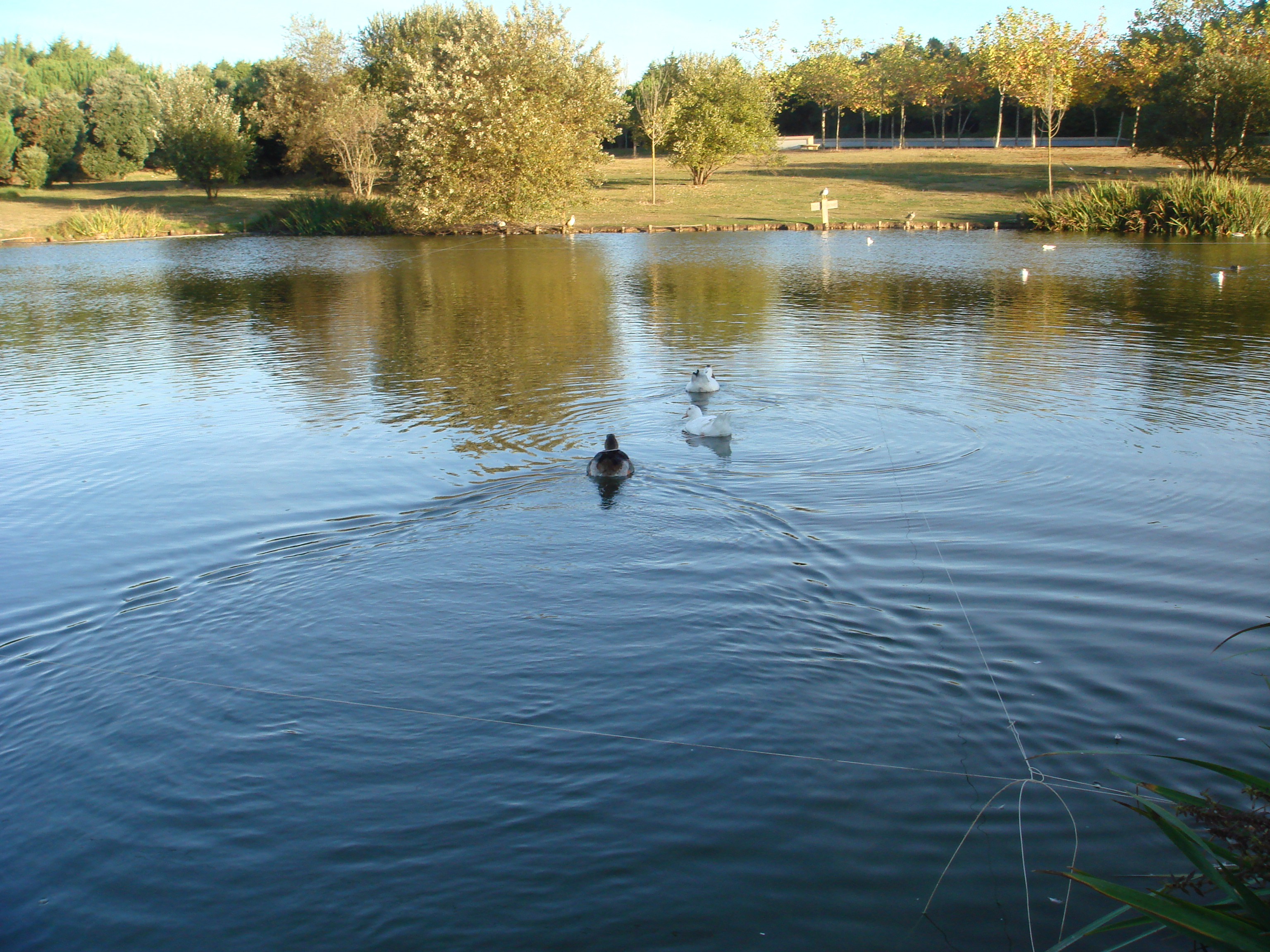
Parque da Cidade
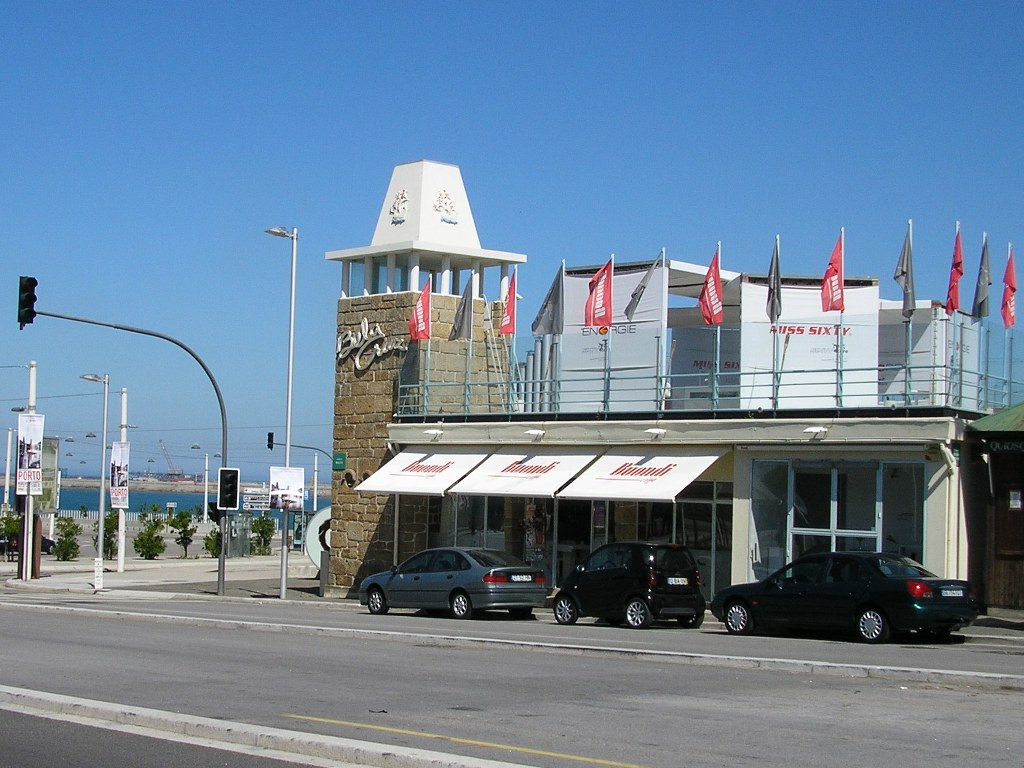
Bar/Discoteca Bela Cruz
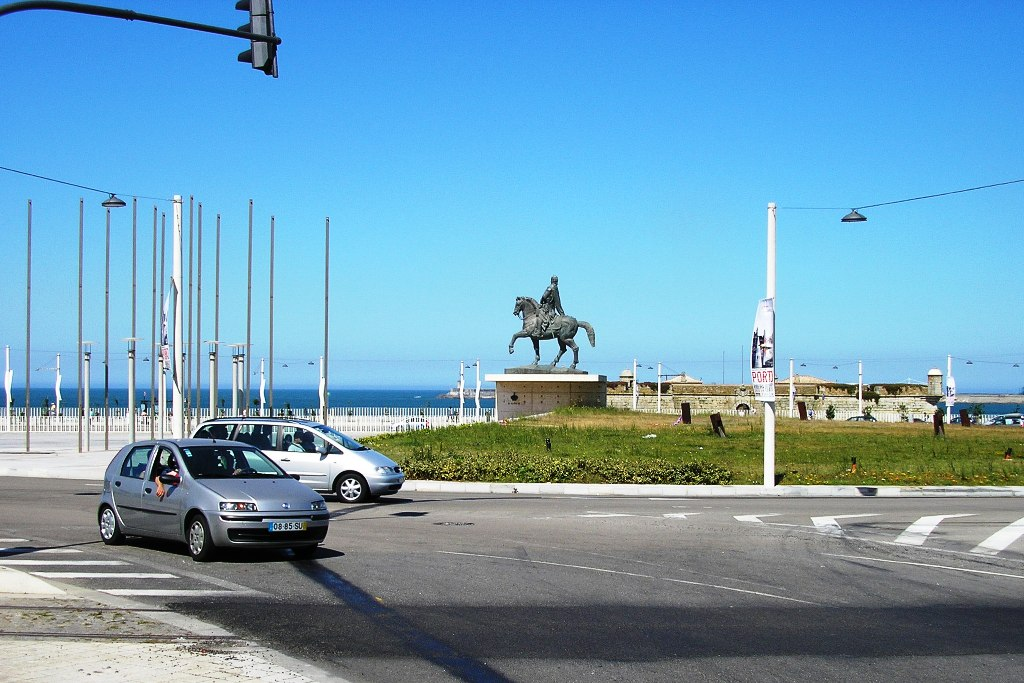
Fim da avenida